# Национальная история
Национальная история — жанр историописания, основным предметом изучения которого является история нации, рассматриваемой в качестве «своей» или «чужой». Противопоставляется глобальной, локальной и персональной истории.
Отдельные компоненты национальной историографии возникали почти одновременно с появлением знания о прошлом. Жанр зародился в связи с формированием национального самосознания, что в Европе происходило около последней четверти XVIII века. В начале XIX века историками при поддержке государства формируется национально-государственная историография. Расцвет национальной истории имел место в XIX века. В Новейшее время наблюдается кризис этого явления, вызванный преобладанием в этнологии инструменталистских и конструктивистских парадигм.

## Причины создания и функции
Самоидентификация вольно или невольно происходит через сопоставление с другими. Этот подход транслируется также на нацию, рассматриваемую в качестве целостности и наделяемую персонифицированными чертами, такими как «национальный дух» и др. по этой причине в национальной истории на первое место ставится национальный консенсус; как правило, считается, что народ противостоит другому народу, государство — другому государству. При формирования национальных государств и национального самосознания возникает «националистическая история», которая приветствуется большей частью общества.

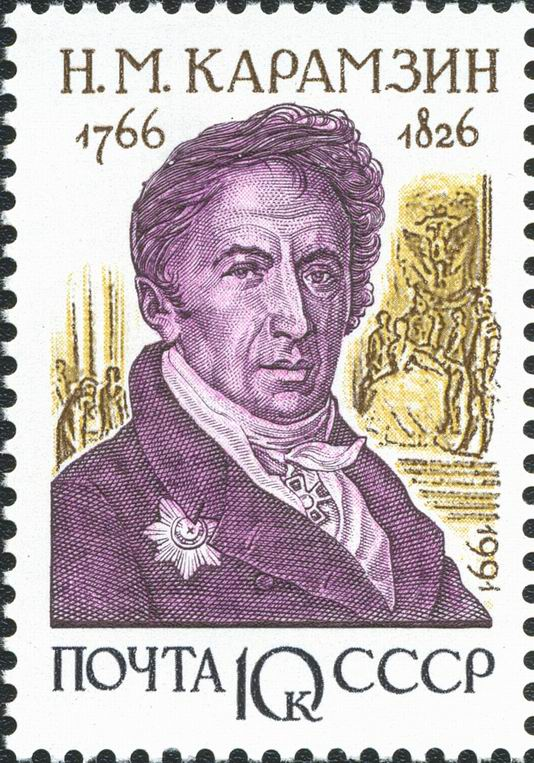
Николай Карамзин, один из крупных представителей национальной истории в России. Почтовая марка СССР, 1991 (ЦФА 6378, Скотт 6053)

По мнению австралийского историка Д. Хорна (1984), известная «реальность», создаётся человеком, в результате чего «каждое общество и каждая эпоха обладают разными версиями того, какой должна быть реальность». Он писал, что «древние вещи начали превращаться в исторические памятники, главным образом, в ходе становления национальных государств, когда создавалась концепция национальности».
Этногенетический миф входит в состав знаково-символического комплекса этнической культуры. Он даёт возможность формировать смыслы и установки этнической общности, которые не поддаются логическому обоснованию. Сакральный характер мифа вынуждает принимать его без доказательств. Целью мифа является объяснение того, что в представлениях членов этноса является, с одной стороны, наиболее сложным для объяснения а, с другой стороны, наиболее значимым.
Апеллируя к прошлому, миф выстраивает внеисторическую схему, которая представляет этнос как вечную и неизменную целостность. С помощью героического мифологизированного прошлого предполагается обеспечить народу славное будущее, что отражено в популярной теории циклизма. Народ изображается в качестве монолитного органического единства, лишённого внутренних противоречий. Фактически он отождествляется с «личностью» и персонифицируется. Этому часто способствует образ «врага», используемый для укрепления сплоченности народа. Основу мифа составляют оппозиции: своё и чужое, добро и зло, высокое и низкое, и др. Мотивируя народ на бескомпромиссную борьбу против персонифицированного «зла», миф апеллирует к героическим образам предков, как будто способных наделить современников энергией и обеспечить победу. Поиски «золотого века» обычно ведутся в наиболее далёком прошлом, поскольку события недавнего времени слишком хорошо освещены источниками. К числу функций мифа в реализации этнической культуры принадлежат сакральная, миф в качестве канала реализации смысла этнической культуры, аксиологическая, познавательная и компенсаторная.
Практически любое современное государство обладает комплексом мифов, нередко восходящих к народным представлениям, которые получили государственно-идеологическое основание и стали частью национальной мифологии. Общенациональный исторический нарратив ставится в зависимость от группового самосознания и связан с политикой идентичности. Так, национальная история Франции охватывала всех граждан, которые наделены политическими правами. В СССР «творцом истории» считались только «трудящиеся массы». В Германии исторически героем истории воспринимался «немецкий народ» в качестве этнической или этно-расовой общности. Национальная история во Франции обладала инклюзивным характером, в СССР и Германии — эксклюзивным, но на принципиально разных основаниях — классовом в СССР и этно-расовом — в Германии.
Националисты конструируют такое прошлое, которое служит их целям, включая притязание на государство или территорию‚ «свою» или «чужую», политическое доминирование и культурный капитал. Темпоральные представления национализма связаны с конкретными национальными задачами и могут почти полностью определяться текущей политической повесткой или предполагаемым идеальным будущим, однако во всех случаях прошлое остаётся наиболее важным фактором формирования национальной идентичности и политической активизации.
Национальная история рассматривается как миф или «большой нарратив», который обслуживает интересы правящей верхушки или доминирующего большинства. Народная память, имеющая отражение в преданиях и эпосе, является одним из источников для создания «высокой», государственной исторической мифологии.
Национально-государственной историографии присущи различные прагматические функции, в первую очередь обслуживание политических потребностей. Так, итальянские, немецкие и американские историки середины XIX века нередко содействовали национально-государственному объединению. «Новая» история ставит задачу сплотить нацию и укрепить государство. Историческое знание в данном случае выполняет сервильные функции, обслуживая интересы властных элит и их национальные цели. Национально-государственной историографией могут обосновываться внешнеполитические притязания, прежде всего территориальные (Эльзас, Македония, Кашмир или Курильские острова и др.). Основными прагматическими функциями, выполняемыми национально-государственной историографией, являются национальная самоидентификация и самоутверждение — формирование «образа нации». Мифологизированная история играет существенную роль в международных отношениях. Национальная версия истории одной страны способна вызвать резонанс в другой, чья национальная история оказывается затронутой.
Сами историки могут не применять идеологизированного подхода, но их труды могут быть использованы в националистическом нарративе. По словам британского историка Эрика Хобсбаума, «историки для национализма — это то же самое, что сеятели мака в Пакистане для потребителей героина: мы обеспечиваем рынок важнейшим сырьем… Прошлое и есть то, что создает нацию; именно прошлое нации оправдывает её в глазах других, а историки — это люди, которые „производят“ это прошлое».
По мнению российского антрополога В. А. Шнирельмана, важное значение в национальных и этнических конфликтах памяти имеет деятельность историков, конструирующих «историческую истину». Учёный использует категории «национальный историк» и «местный историк», демонстрируя специфику происхождения национальных версий прошлого.

## Методы
Национально-государственная историография имеет прагматическую ориентацию, формирует идеологизированную историю, в которой предопределены отбор значимых действующих лиц, исторических событий и периодов и их интерпретация. Такие истории наций присутствуют различные приёмы «игр со временем», включая «пропуски» исторического времени, переносы «начала» и «конца» исторических процессов, «удлинение» и «сжатие» исторического времени. Национализированная история достигает «связи времён», прошлого с актуальным настоящим, через отрицание значительных частей исторического прошлого.
Государство играет существенную роль в создании того, что Пьер Нора назвал «узлами памяти» — отборе наиболее значимых событий прошлого, которым в рамках национальной истории придаётся особый смысл.
Формирование национальной истории включает создание «мест памяти» и конструирование образов «национальных героев», что делает такие сочинения уязвимыми для скептической критики. В то же время развитие национального исторического нарратива подталкивает системное изучение корпуса источников и формирование национального архивного фонда.
В рамках этнического историзма считается, что только «национальный» («этнически свой») историк способен создать реальную историю своей страны. К числу характерных особенностей такого исторического знания принадлежат этническое основание, поиск образа «врага», пересмотр перечня «великих личностей» и памятных дат, героизация национального прошлого, удревнение национальной истории и поиск корней среди древних цивилизаций.
Реинтерпретация и фальсификация истории является важной составляющей частью любого национализма. Исторические мифы национализма включают миф об исключительной древности этноса, миф об автохтонности и древней империи, территориальные притязания и игнорирование иностранных влияний. Националистическая историография обычно стремятся доказать автохтонность «своего» этноса, «извечное» присутствие этого народа на современной территории. Эти претензии нередко выступают в противоречие с другой тенденцией национализма — идеей, что народ в древности владел масштабными территориями и обладал огромной империей.
Субъективизация прошлого, сложение национальной истории или истории национальной культуры из фрагментарных и часто несвязанных исторических источников проявляется, в частности в музейном деле. Французский историк Марк Ферро демонстрировал, что в исторических курсах, преподаваемых в разных странах для обучения молодежи, часто дают весьма разную трактовку одних и тех же исторических фактов в зависимости от национальных интересов.

## Образы прошлого
Исторический образ нации-государства составлен из различных компонентов, включая происхождение и становление, национальную гордость, национальный характер.
Нарратив о коллективной личности-нации в той или иной мере основывается на иррациональных установках массового сознания. Французский историк Пьер Hopa писал, что национальная история это «практически мифологическая история». «Принцип её и динамизм состояли в том, чтобы выбирать из прошлого только те факты, которые объясняют развитие „нации“». Национальные истории характеризуются тенденциозностью и ангажированностью уже начиная с вопроса о происхождении нации. Такая версия конструирует для народа древнюю историю, включая в свой нарратив в числе прочего и мифы. Конструирование «начала» этноса часто основано на теориях его особого происхождения. Поиск этнических «корней» проводится на некоторой территории или с опорой на этническую истории. Во всех случаях авторы стремятся к максимальному удлинению исторического прошлого, в связи с тем, что длительное время существования народа воспринимается в качестве свидетельства его достоинства.
Ранее Нового времени символом древности политического образования являлась древность царствующего рода. В отношении данных «родословных» французский историк Этьен Паскье в середине XVI века писал: «удивительно, как каждая нация считает большой честью для себя вести свое происхождение от разрушения Трои. Римляне в этой связи считают своим основателем Энея, французы — Франкиона, турки — Туркуса, британцы — Брута… Как будто Троя была питомником благородных мужей, которые должны были обеспечивать происхождение всех других стран».
В XVIII веке начинается процесс «изобретения наций» и их истории, в который включаются представления о «народных традициях» и «исторических корнях». В этих версиях мифические герои Троянской войны в роли «прародителей» сменяются древними племенами и государствами. Историография XVIII—XIX веков в основном оставалась политической; национально-государственной историографией принимались в расчёт прежде всего все государственно-политические образования, когда-либо располагавшиеся на нынешней территории. Так, уже в первой половине XIX века в истории Франции была включена история таких государств, как Бургундия, Нормандия, империя Карла Великого и Франкские королевства. Взгляды на этнические корни нации создавали различные фантастические анахронизмы. Так, в работе «Что такое нация?» (1882) Эрнеста Ренана утверждалось: «Уже в X в. все обитатели Франции были французами Идея различия рас в населении Франции абсолютно исчезла вместе с французскими писателями и поэтами эпохи Гуго Капета». Только в начале XX века Поль Видаль де ла Блаш, критикуя «национализацию» прошлого, ставит вопрос: «Является ли Франция географической реальностью?».
«Изобретение наций» оказало влияние также на самоидентификацию правящих династий. В Европе члены династических семей нередко управляли разными, часто враждующими, государствами. Бенедикт Андерсон писал, что к середине XIX века «в силу быстро растущего во всей Европе престижа национальной идеи, в евро-средиземноморских монархиях наметилась отчетливая тенденция постепенно склоняться к манящей национальной идентификации. Романовы открыли, что они великороссы, Ганноверы — что они англичане, Гогенцоллерны — что они немцы, а их кузены с несколько большими затруднениями превращались в румын, греков и т. д.». Изменился также подход к предкам царствующих фамилий. В династических представлениях мифические персонажи были заменены более реальными властителями прошлого, которым, однако, стала присваиваться «правильная» национальность. Одним из наиболее ярких примеров является вопрос об этнической принадлежности первых русских князей; полемика по поводу этого вопроса была названа историком Василием Ключевским «симптомом общественной патологии».
В число задач национально-государственной историографии входит формирование чувства национальной гордости, которая может быть доведена до ощущения «национального превосходства». Национально-государственная историография применяет различные способы самоутверждения, демонстрации превосходства и значимости «своей» страны. В первую очередь акцентируется внимание на военной мощи и победах над противниками. При этом национальные историки мало говорят о сопутствующим эти событиям прошлого жестокости. Важными для национального самоутверждения являются также достижения в области культуры, включая создание архитектурных памятников или литературные шедевров, приоритет в открытиях и изобретениях и др. Если эти достижения имели место в прошлом, например, высокое развитие литературы в XX веке, они «осовремениваются», понимаются в качестве продолжающего действовать доказательства современных претензий на значимость конкретной нации-государства.
Национальный характер может пониматься как объект национальной гордости и признак «особости» конкретной нации. Исследования «национального характера», в том числе на основе исторического материала, начались в середине XX века, будучи стимулированы политическими целями. В рамках национально-государственной историографии тема «национального характера» часто включает существенный компонент антиисторизма, поскольку «национальный характер» и «национальный дух» часто понимаются как неизменные. По меньшей мере с периода романтизма «исторический путь» нации рассматривался как предопределённый. Алексис де Токвиль писал о создателях национальных «Историй»: они «не только отказывают любым отдельным гражданам в возможности влиять на судьбу своего народа, но также отнимают у самих народов возможность изменять собственную участь… По их мнению, каждая нация имеет свою неизбежную судьбу, предопределяемую её положением, происхождением, её прошлым и врожденными особенностями, и эту судьбу никакие усилия не смогут изменить. Они представляют поколения в их неразрывной взаимосвязи и, восходя таким образом от векa к веку, от одних неизбежных событий к другим неизбежным событиям, достигают времен сотворения мира и куют мощные цепи, опутывающие весь род людской». Проявления «национального характера» или «национального духа» нередко демонстрируются историей военных конфликтов. Утверждается, что даже в условиях военных поражений или потери политической независимости «свой» народ проявляет такие «личностные» качества, как «стойкость», «мужество», «героизм», «любовь к родине» и др. Если народ, напротив, одерживает военные победы и захватывает территории, согласно национальной историографии, он проявляет «справедливость», «милосердие» и др. Национальный характер может увязываться с «национальным превосходством», рассматриваясь как основа «достижений» (трудолюбие‚ талантливость и др.), так и как причина их отсутствия.
Основными «героями» национально-государственной истории являются деятели, способствовавшие становлению и укреплению государственности. Они становятся символами мощи и достижений государства, понимаются как выразители «национального духа». К числу таких «героев» национально-государственная историография относит в первую очередь государственных и политических деятелей, военачальников, затем деятелей культуры и науки и, в конце, «народных героев» (Николя Шовен, Иван Сусанин и др.). К основным историческим событиям относятся отражающие значимые этапы становления государственности, включая борьбу за национальную независимость, революции и др., а также рассматриваемые в качестве проявлений «национального превосходства» и «национального духа».
Национальный или этнический образ прошлого складывается из представлений о событиях, связанных с «обретением родины» (легитимизирует право народа на территорию); формированием и расцветом собственной государственности (позволяет рассматриваться в качестве политического субъекта и представляет право на свою государственность), с «великими завоеваниями», осуществлёнными этносом; катастрофой, прервавшей «поступательное развитие» народа (последние два — аргументируют достойное место в современном сообществе народов). Для народа эти представления служат в качестве психологической компенсации за лишения, которые он претерпел в прошлом и переживает в настоящем. В то же время, возрождая прошлое, миф заставляет вспоминать о давних обидах и воссоздают архаические негативные стереотипы и предубеждения, направленные против соседних народов.

## Развитие
Две концепции нации, этнокультурная и государственная, соответствуют двум типам национальной идеологии, в рамках которых различно соотносятся представления о прошлом, настоящем и будущем. В случае отсутствия национального государства (Германия, Италия) националистами из мифов прошлого и представлений о будущем конструировалось идеальное отечество, которое предполагалось построить в будущем. Если национальное государство уже существовало (Франция, США), формировалась менее мифологизированная история, которая, однако, в большей степени наполнялась политическими символами и ценностями и связывалась с политической историей. В последнем случае значительную роль играло конструирование прошлого, которое связывалось с доминантой настоящего, а также господствующими идеями и институтами, включая свободу, демократию, индустриализм, парламентаризм и др.
В течение XIX—XX веков национально-государственная историография существенно менялась, как и степень ее «национализма». Национализм романтических историков первой половины XIX века являлся по большей части либеральным и основывался на идее мирного сосуществования свободных наций, по меньшей мере в Европе. Французский историк Огюстен Тьерри в «Истории завоевания Англии норманнами» с одинаковым сочувствием рассказывает об истории десяти разных народов. В этот период националисты в разных странах проявляли симпатии к каждому национально-освободительному движению, в таких странах, как Италия, Греция, Болгария, Польша. Этот «интернациональный» подход вплоть до середины XIX века применялся и рядом представителей других исторических школ. Так, прусский историограф Леопольд фон Ранке составлял объективные национальные истории не только Германии, нo также Франции и Англии. Однако во второй половине ХIХ — первой трети XX века национализация истории нарастает. Национально-государственные версии истории становились всё более этноцентричными, ориентируясь на идеи «превосходства» «своей» нации. В конце XX века появился сам термин «этноцентризм», который предложил Людвиг Гумплович. Роль истории для национальной самоидентификации стала темой активных дискуссий в середине XIX века. В своей речи при вступлении в Берлинскую академию наук в 1868 году историк Иоганн Дройзен отмечал, «какое значение, в том числе и политическое, имеет задача дать народу образ самого себя в его истории».
В конце XIX — начале XX века историки начали принимать активное участие в оценках тeкущих событий и манипулировать историческими аргументами. Некоторые выступили провозвестниками националистических идей. Такую роль сыграли многие историки и другие авторы из Германии и других стран во время Первой мировой войны, утверждавшие, что началась схватка между «немецким духом» и Западной Европой. На это отвечали французские историки, включая представителя научного подхода как А. Берра, который говорил о «варварском менталитете» немцев; а Эмиль Дюркгейм заявлял, что в трудах Генриха фон Трайчке присутствует «целостная ментальная и моральная система, которая с необходимостью ведёт к войне». С 1920-х годов «националистическая историография» стала объектом критики, термин «национализм» получил негативные коннотации у демократически ориентированной представителей профессионального сообщества. С середины XX века в развитых странах профессиональными историками по преимуществу начинается борьба с националистической историографией, постепенно вышедшая за пределы исторической науки. К настоящему времени в научно-исторических работах в развитых странах националистические тона малозаметны, но присутствуют в учебниках, в особенности школьных, и научно-популярных публикациях.
Крупными представителями национальной истории в России являются такие авторы, как Николай Карамзин, Михаил Погодин, Сергей Соловьёв, Василий Ключевский. В начале 1790-х годов Николай Карамзин в поэме «Илья Муромец» писал: «Мы не греки и не римляне; мы не верим их преданиям… Нам другие сказки надобны; мы Другие сказки слышали от своих покойных матушек».
В России национальными героями выступают Александр Невский, Дмитрий Донской, Кузьма Минин и Дмитрий Пожарский, Александр Суворов и Михаил Кутузов и др.. Широко отражённые в фольклоре фигуры, от былинно-исторического князя Владимира Святославича до получившего эпико-легендарные черты Петра I и других создателей империи, в Российской империи стали официально признанными героями. В 1920-х — начале 1930-х годов, в условиях построения советского официального мифа о российском прошлом, главным содержанием которого считалась «классовая борьба», героев имперского нарратива вначале пытались заменить отражёнными в народном предании бунтарями, такими как Степан Разин и Емельян Пугачёв. С 1930-х годов, когда в исторический миф вновь были привнесены национальные черты, пантеон героев соединил как творцов российской государственности, так и деятелей, которые разрушали её «во имя народного счастья».
В 1960-е годы национальная историография сформировалась в развивающихся странах, включая бывшие колонии европейских империй, где возникли в том числе крайние националистические версии историографии. С течением времени уровень национализма историографии в этих государствах стал падать, поскольку историки начали активнее включаться в состав мирового научного сообщества.
В 1990-е годы появилась новая национальная историография в получивших независимость бывших советских республиках. Происходит формирование «священной национальной истории» со своими ритуалами и местами празднований и поминовений. Процесс сноса или сохранения памятников выступает отражением политических и этнокультурных настроений. Формирование национальной истории в постсоветских странах получило отражение в учебной литературе.
В ряде новых государств Центральной Азии и Южного Кавказа происходит процесс признания двухкомпонентности этнического происхождения, связанного как с иранским или иным местным населением, так и с тюркским населением. В число прямых предков включается древнее иранское население, что получает отражение в признанных на государственном уровне версиях национальной истории, выражается в государственной символике и входит в школьное образование. Согласно монографии (2003) В. А. Шнирельмана, споры о прошлом становятся основой для вооруженных конфликтов в Закавказье: армянско-азербайджанского, грузино-абхазского и грузинско-южноосетинского.